# Prima Divisione (Emirati Arabi Uniti)
La Prima Divisione (in arabo دوري الدرجة الأولى الإماراتي‎?, "Lega calcistica di prima divisione degli Emirati Arabi Uniti", in inglese UAE Division 1), nota dal 2009 al 2012 come Prima Divisione Gruppo A (in inglese UAE Division 1 Group A), è la seconda divisione del campionato emiratino di calcio.
La competizione, la cui prima edizione si è svolta nella stagione 1974-1975, ha da sempre rappresentato il secondo gradino della piramide del 
campionato emiratino di calcio, anche se nel corso degli anni ha subito varie modifiche sia per quanto riguarda il numero delle squadre che prendevano parte alla competizione, sia le modalità in cui il campionato si svolgeva. 
La squadra che per il maggior numero di volte si è aggiudicata la vittoria della Prima Divisione è l'Ittihad Kalba, che per ben 7 volte ha concluso in testa alla classifica il campionato.

## Formato
Fino alla stagione 2011-2012 alla competizione prendevano parte 8 squadre e l'ultima classificata veniva retrocessa in UAE Division 1 Group B, ma dalla stagione successiva il campionato fu gradualmente ampliato dopo la soppressione della terza serie fino a raggiungere il numero di 12 partecipanti, con le migliori due squadre promosse nella UAE Arabian Gulf League. Il 29 maggio 2019 la UAEFA ha annunciato la creazione della UAE Second Division League una nuova divisione riservata a piccoli club privati e squadre universitarie; queste competeranno per la promozione in Prima Divisione. Di conseguenza  per la stagione 2021-22 il numero delle squadre è stata aumentato a 15. Nel luglio 2022, la UAEFA ha annunciato una nuova espansione per il campionato, portando il numero delle squadre dalla stagione 2022-23 a 17.
Dalla stagione 2024-2025 il numero delle squadre è stato nuovamente ridotto a 15, con le prime due classificate che ottengono la promozione nella Lega professionistica degli Emirati Arabi Uniti mentre le ultime due in classifica vengono retrocesse nella Seconda Divisione.

## Squadre
L'elenco delle squadre partecipanti per la stagione 2024-2025.
| Club               | Città               | Stadio                         | Capacità |
| ------------------ | ------------------- | ------------------------------ | -------- |
| Abtal Al Khaleej   | Dubai               | Abtal Al Khaleej Stadium       | 800      |
| Al Arabi           | Umm al Quwain       | Umm al Quwain Stadium          | 3,000    |
| Al Dhafra          | Madinat Zaid        | Stadio Al-Dhafra               | 5,000    |
| Al Dhara           | Abu Dhabi           | Sheikh Zayed Cricket Stadium   | 12,000   |
| Al-Dhaid           | Dhaid               | Al-Dhaid Stadium               | 500      |
| Al Hamriyah        | Al Hamriyah         | Al Hamriya Sports Club Stadium | 5,000    |
| Al Jazira Al Hamra | Al Jazirah Al Hamra | Al Hamra Stadium               | 2,000    |
| Dibba Al-Fujairah  | Dibba Al-Fujairah   | Dibba Fujairah Stadium         | 1,000    |
| Emirates           | Ra's al-Khayma      | Stadio dell'Emirates Club      | 5,200    |
| Fleetwood United   | Jebel Ali           | Jebel Ali Stadium              | 1.700    |
| Fujairah           | Fujairah            | Dibba New Stadium              | 9,000    |
| Gulf United        | Dubai               | Dubai Club Stadium             | 7,000    |
| Hatta Club         | Hatta               | Stadio Hamdan Bin Rashid       | 5,000    |
| Masfut             | Masfout             | Masfout Club Stadium           | 3,000    |
| United FC          | Dubai               | British School di Dubai        | 1,000    |

## Albo d'oro
Fonti:
- 1974/1975:  Al-Shabab
- 1975/1976:  Al-Ramms
- 1976/1977:  Abu Dhabi SC
- 1977/1978:  Oman Club
- 1978/1979:  Al-Khaleej
- 1979/1980:  Ittihad Kalba
- 1980/1981:  Al-Ramms
- 1981/1982:  Al-Khaleej
- 1982/1983:  Al-Jazira
- 1983/1984:  Emirates
- 1984/1985:  Al-Wahda
- 1985/1986:  Fujairah
- 1986/1987:  Ras Al Khaima
- 1987/1988:  Al-Jazira
- 1988/1989:  Ittihad Kalba
- 1989/1990:  Fujairah
- 1990/1991: Non Completato per la Prima Guerra del Golfo
- 1991/1992:  Al-Uruba
- 1992/1993:  Al-Shaab
- 1993/1994:  Al-Khaleej
- 1994/1995:  Baniyas
- 1995/1996:  Ittihad Kalba
- 1996/1997:  Emirates
- 1997/1998:  Al-Shaab
- 1998/1999:  Ittihad Kalba
- 1999/2000:  Sharjah
- 2000/2001:  Al-Khaleej
- 2001/2002:  Al Dhafra
- 2002/2003:  Emirates
- 2003/2004:  Dubai Club
- 2004/2005:  Baniyas
- 2005/2006:  Fujairah
- 2006/2007:  Al Dhafra
- 2007/2008:  Al-Khaleej
- 2008/2009:  Baniyas
- 2009/2010:  Ittihad Kalba
- 2010/2011:  Ajman
- 2011/2012:  Ittihad Kalba
- 2012/2013:  Emirates
- 2013/2014:  Ittihad Kalba
- 2014/2015:  Dibba Al-Fujairah
- 2015/2016:  Hatta Club
- 2016/2017:  Ajman
- 2017/2018:  Baniyas
- 2018/2019:  Khor Fakkan
- 2019/2020: cancellato a causa della Pandemia da COVID-19
- 2020/2021:  Al-Uruba
- 2021/2022:  Dibba Al-Fujairah
- 2022/2023:  Hatta Club
- 2023/2024:  Al-Uruba
- 2024/2025:  Al Dhafra

## Statistiche

### Vittorie per Club
| Club                    | Vittorie | Stagioni Vittorie                                             |
| ----------------------- | -------- | ------------------------------------------------------------- |
| Ittihad Kalba           | 7        | 1979–80, 1988-89, 1995-96, 1998-99, 2009-10, 2011-12, 2013-14 |
| Al-Khaleej/ Khor Fakkan | 6        | 1978–79, 1981–82, 1993-94, 2000-01, 2007-08, 2018-19          |
| Oman Club / Emirates    | 5        | 1977–78,1983–84,1996-97, 2002-03, 2012-13                     |
| Baniyas                 | 4        | 1994-95, 2004-05, 2008-09, 2017-18                            |
| Fujairah                | 3        | 1985–86, 1989-90, 2005-06                                     |
| Al-Uruba                | 3        | 1991–92, 2020-21, 2023-24                                     |
| Al Dhafra               | 3        | 2001-02, 2006-07, 2024-25                                     |
| Al-Ramms                | 2        | 1975–76, 1980-81                                              |
| Abu Dhabi SC/ Al-Wahda  | 2        | 1976–77, 1984-85                                              |
| Al-Jazira               | 2        | 1982–83, 1987-88                                              |
| Al-Shaab                | 2        | 1992-93, 1997-98                                              |
| Ajman                   | 2        | 2010-11, 2016-17                                              |
| Dibba Al-Fujairah       | 2        | 2014-15, 2021-22                                              |
| Hatta Club              | 2        | 2015-16, 2022-23                                              |
| Al-Shabab               | 1        | 1974–75                                                       |
| Ras Al Khaima           | 1        | 1986–87                                                       |
| Sharjah                 | 1        | 1999-00                                                       |
| Dubai Club              | 1        | 2003-04                                                       |

### Capocannonieri
| Stagione | Giocatore        | Squadra           | Gol |
| -------- | ---------------- | ----------------- | --- |
| 2007-08  | Modibo Diarra    | Ajman             | 44  |
| 2008-09  | Nabil Daoudi     | Emirates          | 36  |
| 2009-10  | Michaël N'dri    | Ittihad Kalba     | 10  |
| 2010-11  | Patrick Fabiano  | Al-Khaleej        | 19  |
| 2011-12  | Makhete Diop     | Al Dhafra         | 29  |
| 2012-13  | Modibo Diarra    | Emirates          | 24  |
| 2013-14  | Modibo Diarra    | Emirates          | 27  |
| 2014-15  | Michaël N'dri    | Al-Shaab          | 24  |
| 2015-16  | Tássio           | Hatta Club        | 17  |
| 2016-17  | Adeílson         | Ajman             | 23  |
| 2017-18  | Marcus Vinícius  | Al Hamriyah       | 21  |
| 2018-19  | Vinícius Lopes   | Dibba Al Hisn     | 16  |
| 2019-20  | Non Assegnato    |                   |     |
| 2020-21  | Diogo Acosta     | Emirates          | 20  |
| 2021-22  | Diogo Acosta     | Dibba Al-Fujairah | 27  |
| 2022-23  | Diogo Acosta     | Emirates          | 24  |
| 2023-24  | Marcelo Torres   | United FC         | 26  |
| 2024-25  | Sander Benbachir | Fujairah          | 20  |